# 杜諫
杜諫，裕州人，明朝政治人物。
嘉靖三十五年，接替董鯤，擔任南直隶常州府宜興縣知縣，后升戶部主事。。由鄧球接任知縣。